# Jeraša
Jeraša je priimek v Sloveniji, ki ga je po podatkih Statističnega urada Republike Slovenije na dan 1. januarja 2010 uporabljalo 72 oseb.

## Znani nosilci priimka
- Alojz Jeraša (1904/5-1990), pevec basist, partizanski poveljnik
- Cveto Jeraša (*1939), knjižni oblikovalec, likovni urednik
- Domen Jeraša (*1968), pozavnist, skladatelj
- Gregor (Grega) Jeraša, glasbenik?
- Jaka Jeraša (*1938), operni pevec, baritonist
- Jaka Jeraša (*1953), fotograf
- Luka - Kuljo Jeraša, bobnar